# Wolfgang Brinkmann (Reiter)
Wolfgang Brinkmann (* 23. Mai 1950 in Bielefeld) ist ein ehemaliger deutscher Springreiter und jetziger Unternehmer.
Brinkmann wurde 1988 in Seoul zusammen mit Ludger Beerbaum, Dirk Hafemeister und Franke Sloothaak Olympiasieger im Mannschafts-Springreiten. Im Einzelwettbewerb verzichtete er zu Gunsten von Karsten Huck auf einen Start, obwohl er dafür qualifiziert war. Dafür wurde er mit mehreren Fair-Play-Preisen geehrt. Er galt als einer der letzten Amateure im Spitzensport.
Zusammen mit seinem Bruder Klaus Brinkmann führt er das von seinem Vater  Friedrich Wilhelm Brinkmann gegründete Textilunternehmen bugatti Holding Brinkmann GmbH & Co. KG, einen der größten deutschen Herrenmodeproduzenten. Sie wurden 2011 zusammen zum Unternehmer des Jahres in Ostwestfalen-Lippe ernannt.
Als sein Vater 1994 starb, gab Wolfgang Brinkmann den Leistungssport auf. Seit 1997 betreibt er mit seiner Ehefrau Petra und den Söhnen Markus und Thorsten einen Reitstall mit über 50 Pferden im Herforder Stadtteil Laar. Von 1990 bis 2012 war Brinkmann Vorsitzender des Deutschen Reiter- und Fahrerverbandes. Danach wählten ihn die Mitglieder zum Ehrenpräsidenten.